# Bruce Welch
Bruce Cripps, noto come Bruce Welch (Bognor Regis, 2 novembre 1941), è un chitarrista, cantante e produttore discografico britannico.

## Carriera
Alla fine degli anni '50 è diventato uno dei componenti del gruppo rock The Shadows, noto per essere la band di supporto di Cliff Richard. Inizialmente il gruppo si chiamava The Drifters. A quest'attività ha aggiunto quella di autore conto terzi e di produttore: in tale veste ha collaborato con la cantante australiana Olivia Newton-John. Ha anche registrato un singolo nel 1974, Please Mr. Please, che non ha avuto molto successo ma che è stato poi eseguito come cover dalla Newton-John e da altri artisti.

## Riconoscimenti
È ufficiale dell'Ordine dell'Impero Britannico dal 2004.